# 真珠姫
『真珠姫』（しんじゅひめ）は、「別冊マーガレット」（集英社）にて連載された、茶木ひろみによる日本の漫画。単行本は同社のマーガレットコミックスから全2巻が刊行された。
2018年から電子版「真珠姫」1、２巻をKindle独占で配信中。

## あらすじ
「のり茶づけ」が愛称のごく普通の高校生・桃谷紀子は、雪の日に不思議な白蛇と出会う。その後、謎の転校生・松浦信二と出会い、惹かれ合うものを感じる。
彼の正体はあの白蛇で、400年前に長崎・平戸藩の若君だった松浦雪臣の魂であった。婚約者だった大村藩の真珠姫を兄に奪われたため、姫を探してさまよっていたのである。白蛇の姿を知られた松浦は姿を消した。
長崎の修学旅行で、徐々に前世の記憶を取り戻してゆく紀子。ついに松浦が彼女を迎えに来るが、それは紀子に恋する同級生紅林にとって忘れられない出来事となる。
十数年後、紅林は高校の教師となり母校で教えていたが、彼に憧れる生徒の友紀は紀子そっくりだった。紀子の生まれ変わりかと疑う紅林だが……。